# 贾贾
贾贾（Jhajha），是印度比哈尔邦Jamui县的一个城镇。总人口36424（2001年）。

## 人口
该地2001年总人口36424人，其中男性19419人，女性17005人；0—6岁人口5623人，其中男2986人，女2637人；识字率62.69%，其中男性为71.48%，女性为52.67%。